# Allogamus antennatus
Allogamus antennatus är en nattsländeart som först beskrevs av Mclachlan 1876.  Allogamus antennatus ingår i släktet Allogamus och familjen husmasknattsländor. Inga underarter finns listade i Catalogue of Life.